# Purdilnagar
Purdilnagar é uma cidade e uma nagar panchayat no distrito de Hathras, no estado indiano de Uttar Pradesh.

## Demografia
Segundo o censo de 2001, Purdilnagar tinha uma população de 16,139 habitantes. Os indivíduos do sexo masculino constituem 53% da população e os do sexo feminino 47%. Purdilnagar tem uma taxa de literacia de 48%, inferior à média nacional de 59.5%: a literacia no sexo masculino é de 58% e no sexo feminino é de 37%. Em Purdilnagar, 21% da população está abaixo dos 6 anos de idade.